# Thressa anderssoni
Thressa anderssoni är en tvåvingeart som beskrevs av Nartshuk 1992. Thressa anderssoni ingår i släktet Thressa och familjen fritflugor.
Artens utbredningsområde är Vietnam. Inga underarter finns listade i Catalogue of Life.